# Жінка спальні

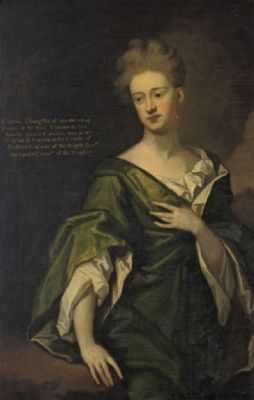
Шарлотта Клейтон, баронеса Сандон, жінка спальні Королеви Кароліни

У Королівському Домі Сполученого Королівства термін «Жінка Спальні» використовується для опису жінки (зазвичай доньки однолітки), яка відвідує королеву, або королеву-консорт, у ролі фрейліни. Історично іноді використовувався термін «Джентль-Дама зі Спальні Її Величності». На додаток до жінок спальні, королеви (правлячі або дружини) мають дам спальні (зазвичай дружини або вдови однолітки старшого рангу графа) і володарку мантій (зазвичай герцогиню), яка є старшою жінкою, членкинею її родини. Жінки спальні зазвичай присутні регулярно, але володарка мантій і дами спальні зазвичай потрібні лише для великих подій.

## Обов'язки
Під час «очікування» жінка спальні може супроводжувати королеву на публічних чи напівприватних заходах, робити покупки від імені Королеви чи інші домовленості особистого характеру. Вона може запитувати про самопочуття знайомих, які хворіють, і іноді відвідувати поминки від імені Королеви. Під час правління Єлизавети II «Жінки Спальні» багато займалися приватним листуванням королеви та відповідали на листи від її імені. 

## Королева Єлизавета II

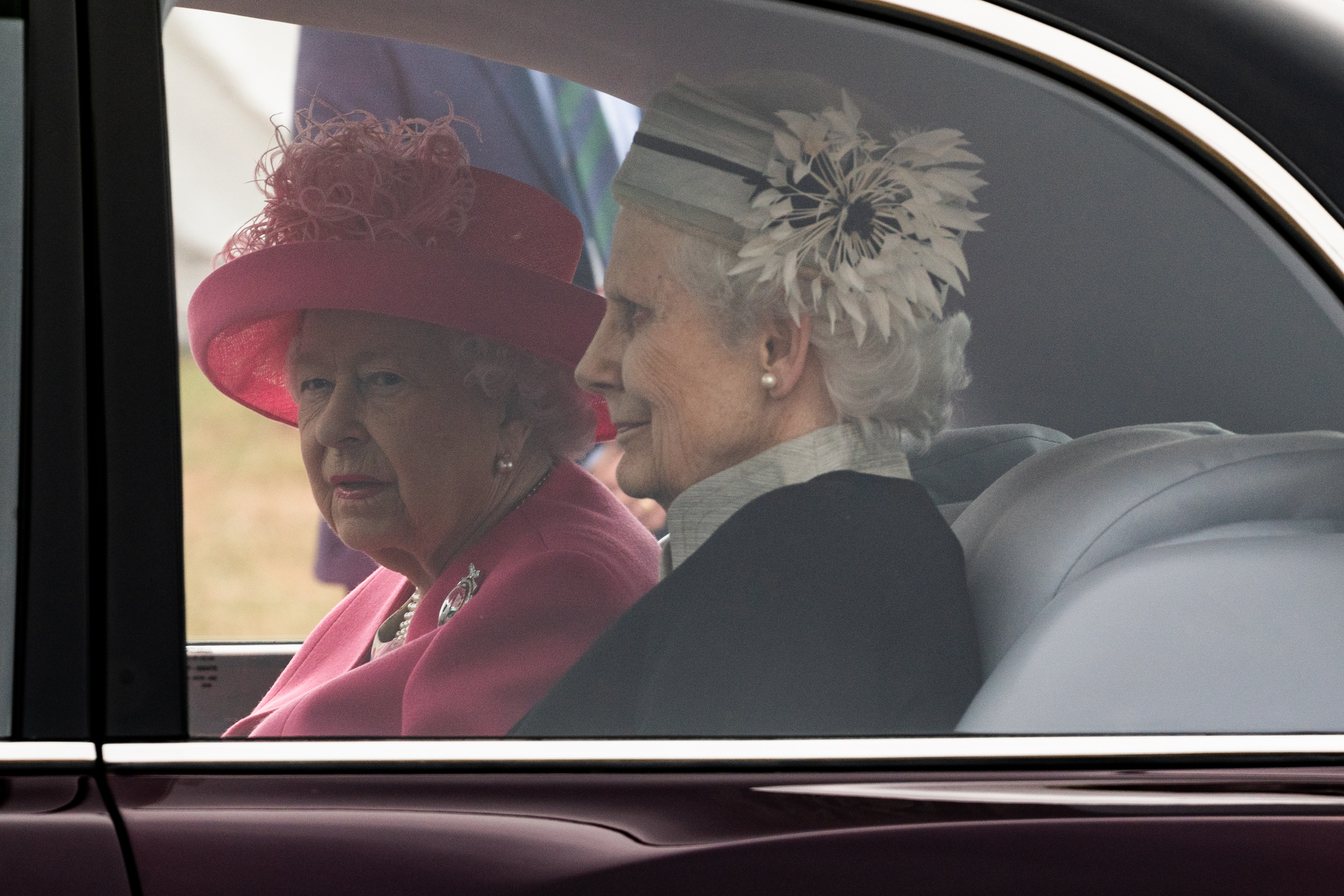
Мері Моррісон, яка служила в спальні королеви Єлизавети II з 1960 року до смерті королеви в 2022 році, супроводжувала королеву на національному святкуванні Дня Д у Саутсі в 2019 році

Королева Єлизавета II підтримувала установу з принаймні чотирьох жінок спальні, одна з яких зазвичай була присутньою, до її смерті в 2022 році. Протягом більшої частини правління королеви кожна з них служила по черзі, залишаючись на службі по два тижні за один раз, протягом якого їх називали «придворною Дамою Її Величності» або «придворною Дамою королеви». Заклад був доповнений «додатковими» жінками спальні, які могли змінювати один одного на більш випадковій основі.
На момент її смерті серед жінок спальні королеви Єлизавети ІІ були леді Сюзан Гассі та Мері Моррісон (обидві були призначені в 1960 році) разом з леді Елтон і місіс Робертою де Пасс (обидва призначені в 1987 році), Дама Аннабель Вайтгед і місис Майкл Гордон Леннокс (обидві були спочатку призначені в 2002 році). В останні роки її правління всі продовжували чергування.

### Список жінок спальні Єлизавети II
Серед тих, хто служили Жінками Спальні Єлизавети II, були:
| років        | Ім'я                                                  | Примітки                                                                                           |
| ------------ | ----------------------------------------------------- | -------------------------------------------------------------------------------------------------- |
| 1953–1975    | Леді Маргарет Гей DCVO                                | служила фрейліною принцеси Єлизавети з 1948 року                                                   |
| 1953–1959    | Леді Еліс Егертон                                     | служила фрейліною принцеси Єлизавети з 1949 року                                                   |
| 1953–1972    | Леді Роуз Берінг DCVO                                 | Додаткова Жінка Спальні 1972-1993                                                                  |
|              | Пані Ендрю Елфінстон (пізніше місис Джон Вудрофф) CVO | Додаткова Жінка Спальні 1953-2017 Служила фрейліною принцеси Єлизавети з 1949 року                 |
| 1973–1987    | Пані Олександра (пізніше леді) Абель Сміт DCVO        | Додаткова Жінка Спальні 1960-1973 і 1987-2005 У 1949-1952 рр. служила фрейліною принцеси Єлизавети |
| 1973–2002    | Пані Джон (пізніше Леді) Дагдейл DCVO                 | Додаткова Жінка Спальні 1960-1973                                                                  |
| 1960–2022    | Мері Моррісон GCVO                                    | |
| 1960–2022    | Леді Сьюзен Гассі GCVO                                | |
|              | Пані. Майкл Волл DCVO                                 | Додаткова Жінка Спальні 1981-2006 Колишня помічниця прес-секретаря Королеви                        |
| 1987–2022    | Леді Елтон DCVO                                       | |
|              | Пані Роберт де Пас CVO                                | Додаткова Жінка Спальні1987-2022                                                                   |
| 1997–бл.2002 | Пані Крістіан Адамс                                   | |
| 1999–2006    | Місіс (пізніше Дама) Фіона Хендерсон DCVO             | Колишня фрейлина Її Високості Герцогині Кентської                                                  |
| 2002–2022    | Місіс (пізніше пані Аннабель) Вайтхед DCVO            | колишня фрейлина Її Високості Принцеси Маргарет                                                    |
| 2002–2022    | Пані Майкл Гордон Леннокс CVO                         | колишня фрейліна Її Величності Королеви Єлизавети Королеви-матері                                  |

## Історія
Історично склалося так, що обов’язками жінки спальні було доглядати за королевою та допомагати їй купатися, одягатися, роздягатися тощо.
В описі 1728 року жінка спальні працювала незалежно від Дами Спальні і не приймала від неї наказів. Проте, якщо була присутня Дама спальні, то Жінка зі спальні завжди підкорялася їй. Наприклад, якщо Дама Спальні була присутня, коли Жінка спальні приходила, щоб одягнути королеву, вона не одягала королеву сама, а натомість передавала одяг Дамі Спальні, яка, у свою чергу, допомагала королеві одягнутися. В іншому процедура була такою ж.